# トゥーセット・ヴァイオリン
トゥーセット・ヴァイオリン (英語: TwoSet Violin) は2013年に結成されたオーストラリアのYouTubeデュオ。メンバーはオーストラリアのヴァイオリニストであるブレット・ヤン (Brett Yang) とエディ・チェン (Eddy Chen) である。同名のYouTubeチャンネルで配信し、クラシック音楽をテーマとしたコミカルなパフォーマンスで有名であった。

## 来歴
ブレット・ヤンが14歳、エディ・チェンが13歳だった時に、数学の授業がきっかけで2人は初めて出会った。少年少女オーケストラの最年少メンバーとして親交を深め、のちに2人ともオーストラリアのブリズベンにあるグリフィス大学クイーンズランド音楽院で学ぶようになった。ブレットは2012年、クイーンズランド音楽院でチャイコフスキーのヴァイオリン協奏曲でデビューし、2014年のG20ブリズベンサミットでの演奏をはじめとしてさまざまなオーストラリアのオーケストラと仕事をしていた。エディは2014年、全国若手ヴィルトゥオーソ賞のクイーンズランド代表候補であり、クイーンズランドやメルボルンの交響楽団で演奏をしたことがある。
2013年に2人はポップミュージックをヴァイオリンでカヴァーした演奏ビデオをYouTubeに投稿するようになった。『カットコモン』のインタビューでブレットは、ヴァイオリンの名人がカヴァー曲の演奏で何百万もの閲覧数を達成しているのを見て同じことを試してみたが、ほとんど反応がなかったと述べている。その後、2人はヴァイオリニストのレイ・チェンが面白おかしいビデオを作っているのを見つけ、自分たちの番組をもっとふざけたコミカルな内容に変えた。音楽学校文化やクラシック音楽の演奏家に囲まれた暮らしぶり、音楽を学ぶ学生生活などが中心の内容で、視聴者数が劇的に跳ね上がった。
ブレットとエディはそれぞれシドニー交響楽団やクイーンズランド交響楽団での演奏経験がある一方、ツアーのために自分たちのプログラムも作っており、コンサートというよりはコメディに近い構成で、ストーリーにヴァイオリンの演奏が組み込まれたショーになっている。キックスターターを使ったり、シドニーで路上演奏をしたりして資金を集め、2017年には台北、ヘルシンキ、フランクフルトなどを回るアジアとヨーロッパ10ヶ国11都市の世界ツアーを実施した。2018年にはニューヨークやロサンゼルスなどを回るアメリカ合衆国ツアーを行った。
2023年から2024年にも世界ツアーが実現した。しかし、このツアーが終了した2024年10月14日に公式インスタグラムにおいて、二人は最後の投稿になること、更にトゥーセット・ヴァイオリンの解散を明らかにし、クラシック音楽の国際的著名メディアが相次いでその解散を報道した。解散の発表と同時に、トゥーセット・ヴァイオリン公式YouTubeにおいて、過去の映像がほとんど削除されたが、多くのファンの要望等によって、現在は再び大部分が閲覧できるようになっている。
2025年1月年初に、二人は公式インスタグラムやネットメディアにおいて、“Farewell”（「お別れ」という意味）として最後の世界ツアーを2025年後期に行うことを示唆した。ただし、具体的な日程や会場等は決まっていないという。

## 活動
2017年、トゥーセット・ヴァイオリンはリン・リン (Ling Ling) という画面には登場しない架空のキャラクターを作り上げた。エディによると、このキャラクターはタイガー・マザーが自分の子供を出来の良い友人と比較するコントをやった時にできたものである。リン・リンは「1日40時間」練習する完璧なヴァイオリニストで、性別は不詳。教育熱心な母親（タイガー・マム）を持ち、自分より優秀なアジア系の秀才が常にいるという意識を反映して、中華系の名前がつけられている。2人はフィンランド国営放送のプログラムであるYle Uutisetのインタビューで、リン・リンをテレビゲームのラスボス、ヴァイオリニスト版チャック・ノリスだと評している。2018年に2人は「リン・リン・ワークアウト」  (Ling Ling Workout) というビデオシリーズを開始。このシリーズでは、2人がくじを引いてクラシックあるいは現代音楽の楽曲を選び、さらにそれに速度を2倍にする、チューニングを変更する、踊りながら弾く、手の位置を変える、逆さにするなどのハンディキャップを組み合わせて演奏する。レイ・チェン、何子毓、ヒラリー・ハーンなどのヴァイオリニストもこのチャレンジ番組に参加している。
2018年7月にはゴム製のおもちゃであるびっくりチキンでクラシック音楽を演奏するビデオシリーズをリリースした。
2022年にはBLACKPINKの "Shut Down" がパガニーニの「ラ・カンパネラ」を使用していることを題材にしたパロディビデオ "Sell Out" を作成し、パガニーニが存命の作曲家だと勘違いしたファンがBLACKPINKの擁護を行うという騒動が起こった。